# Netcraft
Netcraft es una compañía de servicios de Internet basada en Bath, Inglaterra.
Netcraft ofrece análisis de cuota de mercado de servidores y alojamiento web, incluyendo la detección del tipo de servidor web y de sistema operativo. En algunos casos, dependiendo del sistema operativo del servidor consultado, su servicio es capaz de monitorear uptime; el monitoreo del uptime es un factor comúnmente utilizado en la determinación de la confiabilidad de un proveedor de alojamiento web.
Netcraft también proporciona pruebas de seguridad, y publica comunicados de prensa sobre el estado de las diversas redes que conforman Internet.
La compañía también es conocida por su barra de herramientas anti-phishing gratuita para el explorador Firefox e Internet Explorer. Desde la versión 9.5, el filtro incorporado anti-phishing en el navegador Opera utiliza los mismos datos que la barra de herramientas de Netcraft, eliminando la necesidad de una barra de herramientas instalada por separado. Un estudio encargado por Microsoft llegó a la conclusión de que la barra de herramientas de Netcraft fue una de las herramientas más eficaces para luchar contra la phishing en Internet, aunque esto ya ha sido superado por la propia Microsoft Internet Explorer 7 con Microsoft Phishing Filter, posiblemente como resultado de los datos de licencias Netcraft.